# 最高领袖斯诺克
最高领袖斯诺克（Supreme Leader Snoke）是星際大戰系列中的一个虚构角色。他是由复活归来的西斯尊主皇帝帕尔帕廷创造的人工生命体，效忠于原力的黑暗面。这一角色首次登场于《原力觉醒》（2015年）中作为第一秩序的最高领袖以及凱羅·忍的导师。随后，他在《最后的绝地武士》（2017年）中，被凯洛·伦杀死。在电影中，斯诺克是由安迪·瑟克斯使用动作捕捉技术演绎的电脑生成角色。瑟克斯在《天行者崛起》（2019年）中回归该角色并为其配音。

## 人物形象

### 角色开发
斯诺克的外貌在《原力觉醒》主体拍摄阶段及后期制作期间经历了多次调整。安迪·瑟克斯表示：“这是我首次在尚未知晓角色最终形象时就参与拍摄，保密程度可见一斑！”据演员透露，该角色的外貌、声线及动作设计，是随着他与本片编剧兼导演J·J·艾布拉姆斯不断向视觉特效团队提出新要求而逐步成型的。
据《原力觉醒》首席雕塑师伊万·曼泽拉（Ivan Manzella）透露：“斯诺克曾一度几乎被设定为女性角色。J·J·艾布拉姆斯挑选了一个心仪的微缩模型后，我们将其等比放大，用塑型粘土进行雕刻。他影片的生物创意总监尼尔·斯坎伦不希望这一角色呈现如皇帝帕尔帕廷般衰老虚弱的形象”。曼泽拉后来透露，受艾布拉姆斯提及《恐怖的榔头之屋》的启发，他在斯诺克的微缩模型设计中部分参考了彼得·库欣的形象——这位演员曾在原版《星球大战》中饰演星区总督塔金。

### 角色描绘

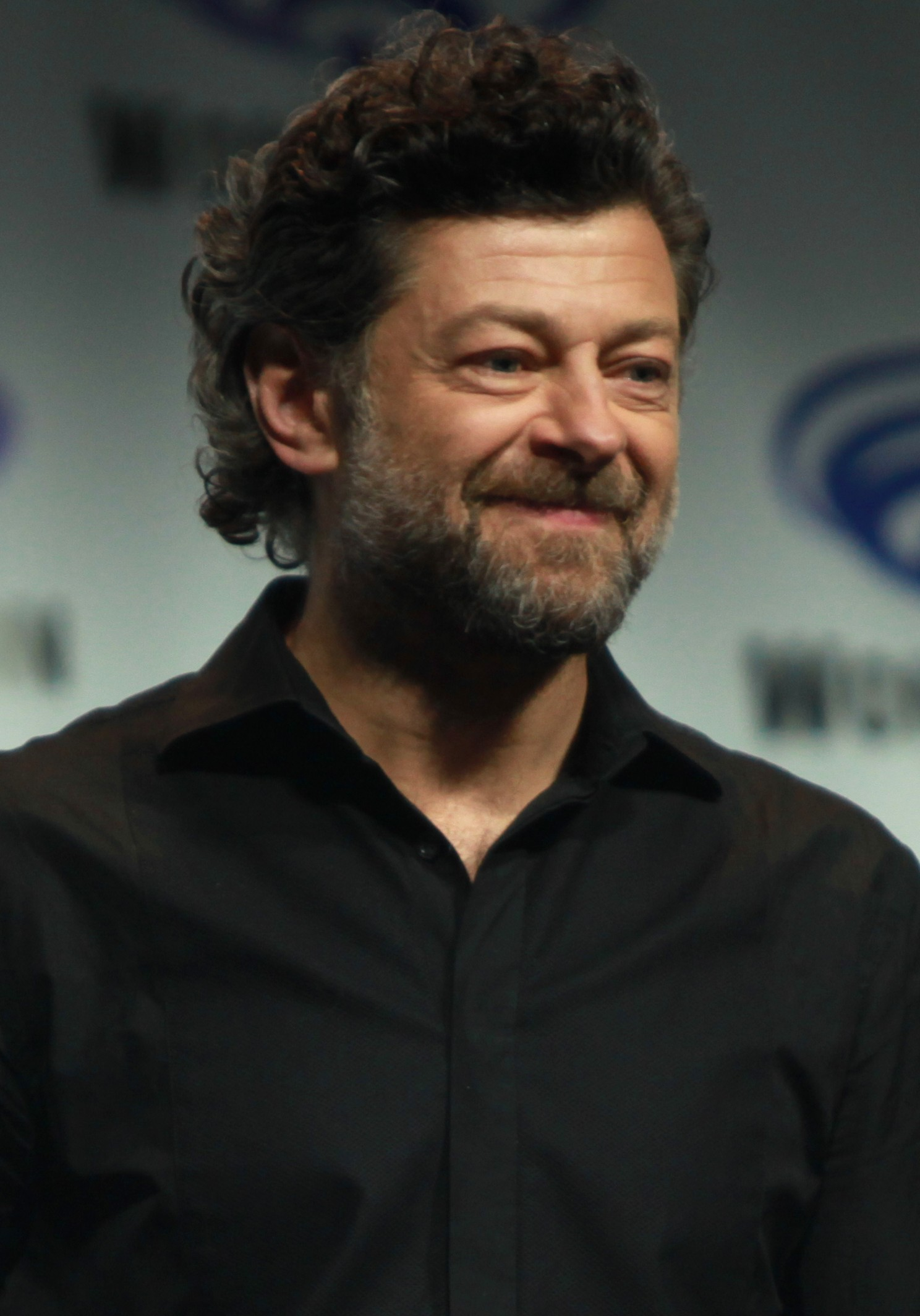
安迪·瑟克斯在《星球大战》续集三部曲中饰演斯诺克

安迪·瑟克斯于2014年2月秘密加入该项目，其参演《原力觉醒》的选角消息于2014年4月29日首度公开。2014年7月，当被问及所扮演的角色时，他开玩笑说：“我不是尤達”。2015年5月，《星球大战》官网采访为《名利场》杂志拍摄电影写真的摄影师安妮·萊柏維茲时，首度披露瑟克斯将饰演一个名为“最高领袖斯诺克”的CGI角色，并附上了一张演员身着动作捕捉装备的现场照片。此前瑟克斯曾通过动作捕捉技术塑造过多个CGI角色，包括在《指环王》系列电影（2001-2003年）中的咕嚕，2005年《金刚》中的同名巨猿，以及《猩球崛起》重启系列中的凯撒等。
2015年11月，瑟克斯在谈到创作斯诺克这一角色的过程时表示：
当我们最初着手创作时，[艾布拉姆斯]对斯诺克的外形有些粗略构想，但该角色其实并未完全定型，其最终形态几乎是从讨论与表演过程中自然浮现……我们当然在片场进行了实拍，我和其他演员一起完成了那些场景，但这种创作流程的优势在于可反复迭代——持续优化表演节奏与关键瞬间。去年实拍结束后，J.J.[艾布拉姆斯]与我进行了多轮远程协作：我在伦敦的奇幻工坊（我的工作室），他则在洛杉矶执导，我们实质上是通过这种方式为角色增添新层次并创建迭代版本。这个过程极具启发性。与此同时，我得以见证角色外观设计随表演调整而持续进化。从这个角度而言，整个创作体验确实令人振奋。
据曾在《原力觉醒》中饰演CGI角色玛兹·卡纳塔的露皮塔·尼永奥透露，瑟克斯在动作捕捉表演方面给予她指导，并强调：“塑造动作捕捉角色与其他角色并无二致，你必须理解角色的本质及其存在意义”。瑟克斯谈及拍摄时表示：
这确实是相当特殊的创作情境。我主要与多姆纳尔·格里森和亚当·德赖弗进行对手戏。首日拍摄基本是站在25英尺高台上演绎斯诺克尊主——当时我对其外貌特征……甚至角色本质都毫无概念！独自处于远离其他演员的高处，却要通过表演与他们互动……我们采用“Kongolizer”技术，通过扬声器传递声音来营造角色应有的空间尺度感。这实际上是我职业生涯中最具挑战性且令人恐惧的拍摄经历之一。
服装设计师迈克尔·卡普兰为斯诺克设计了金色长袍，与《最后的绝地武士》中红黑色调的王座室形成视觉对比。导演莱恩·约翰逊解释红色主题旨在呼应《绿野仙踪》中的帷幕元素——该片主人公正是隐于幕后的神秘存在。相较于帕尔帕廷更具实用主义风格的王座室，斯诺克的王座厅被刻意设计出戏剧化效果。场景概念设计师从《绝地归来》未采用的设定图中汲取灵感，该图描绘了科洛桑地底以熔岩构筑的皇帝巢穴。据《最后的绝地武士：视觉图典》（2017年）记载，斯诺克佩戴的金戒镶嵌着来自穆斯塔法星達斯·維達城堡的黑曜石，戒面符文暗指帕尔帕廷办公室内四尊哲学家的雕像——该细节最早出现于《星球大战前传II：克隆人的进攻》。此外，在斯诺克折磨蕾伊的场景中，背景音乐融入了帕尔帕廷的主题旋律。 

### 描述
在剧情设定中，斯诺克是帕尔帕廷皇帝创造的“基因链造物”（一种克隆体），作为其权力代理人而存在。被J·J·艾布拉姆斯称为“原力黑暗面强大存在”的斯诺克，以第一秩序最高领袖身份登场，并担任续作三部曲主要反派凯洛·伦的导师。安迪·瑟克斯如此诠释该角色：“这是个充满谜团的存在，在强大力量的表象下潜藏着脆弱的本质。显然他怀揣庞大计划，且曾遭受过重大创伤”。瑟克斯强调斯诺克是“星战宇宙中的全新角色”，并补充道：“可以明确的是，他对历史有着极其深刻的认知”。
安迪·瑟克斯在电影首映前解释为何必须采用CGI技术呈现斯诺克的独特外形：“其体型是重要考量因素，例如他异常高大，且面部结构具有极强的辨识度——那种独特的骨骼构造与五官分布根本无法通过化妆特效实现”。生物与机器人特效总监尼尔·斯坎伦指出：“就实际制作而言，这个身高约2.1米且极为瘦削的角色，采用CGI技术能获得更佳呈现效果”。斯诺克“布满疤痕、凹陷深邃的面容”在影片上映前始终保密，其首次亮相是以“巨型威慑性全息影像”形式出现。该角色浑厚的声线最早出现在2014年11月28日发布的先导预告片中。
《每日电讯报》影评人罗比·科林形容面容毁损、形销骨立的斯诺克为“墓穴般可怖的存在”；《芝加哥太陽報》的理查德·罗帕称其“嘶声低语、怪诞骇人”；《沙龙》杂志的安德鲁·奥海尔（Andrew O'Hehir）则喻之为“幽灵般的恶魔形象”。《综艺》杂志的贾斯汀·张认为斯诺克酷似“体型放大且口齿清晰的咕噜变体”；《娱乐周刊》的克里斯·纳沙瓦提将其描述为“本质上是帕尔帕廷皇帝与《第三类接触》中外星生物的混合体”。《时代》周刊的斯蒂芬妮·扎卡莱克则写道：“这个巨大、恐怖而无鼻的生物端坐于巨型王座之上，恍若林肯纪念堂雕塑的黑暗领主版本”。
在2019年电影《天行者崛起》上映前，粉丝群体对斯诺克的起源与真实身份提出了多种猜想。相关理论包括：其真实身份为《星球大战前传III：西斯的复仇》中提及的西斯尊主达斯·普雷格斯（帕尔帕廷的导师，传说掌握阻止死亡的秘术）；或是帕尔帕廷本人的化身；或是查克·温迪格所著《余波》小说三部曲中神秘的“操纵者”盖勒斯·雷克斯（第一秩序的幕后推手）；亦可能是动画剧集《星球大战：义军崛起》中的主角埃兹拉·布里杰。

## 出场

### 电影

#### 原力觉醒（2015年）
斯诺克在本片中首次登场，以第一秩序最高领袖的身份出现，同时也是凯洛·伦（亚当·德赖弗饰演）的导师。这位戴着面具的凯洛·伦原名本·索罗，是被斯诺克诱入黑暗面的汉·索罗（哈里森·福特 饰）与莱娅·奥加纳（凯丽·费雪 饰）之子。斯诺克感知到原力正在的“觉醒”，并警告伦：当他为追捕载有卢克·天行者（马克·哈米尔 饰）位置地图的失控机器人BB-8而直面生父时，其力量极限将受到考验。随后，斯诺克命令赫克斯将军（多姆纳尔·格里森 饰）使用弑星者基地超级武器摧毁新共和国。在蕾伊（黛西·雷德利 饰）拒绝透露卢克位置后，他命令伦将蕾伊带至面前。当伦在光剑对决中败给蕾伊后，斯诺克指示赫克斯将伦带回以完成训练。

#### 最后的绝地武士（2017年）
继《原力觉醒》事件后，斯诺克率领第一秩序的部队追击寡不敌众的抵抗组织。他先后训斥了赫克斯的军事领导失职，以及凯洛·伦未能击败蕾伊并找到卢克·天行者的双重失败。临近影片高潮，伦将蕾伊带至斯诺克面前，后者通过原力刑讯逼问卢克下落。斯诺克透露自己刻意在伦与蕾伊之间建立精神链接，以此作为摧毁卢克战略的关键部署。随后他命令伦处决蕾伊，未料伦竟运用原力操控光剑将其腰斩。弑师后的伦宣称自己接任第一秩序新任至高领袖，并将斯诺克之死嫁祸于蕾伊。

#### 天行者崛起（2019年）
在《天行者崛起》中，凯洛·伦于西斯母星厄西戈的帕尔帕廷皇帝（伊恩·麦克迪亚梅德 饰）巢穴内，发现多个与斯诺克相似的克隆体。帕尔帕廷与伦对话时曾短暂借用斯诺克的声线。剧情最终揭示：这位西斯尊主通过克隆技术精心培育斯诺克作为傀儡工具，既为引诱伦堕入黑暗面，更借第一秩序实现其重掌银河霸权的千年布局。 

### 其他作品
斯诺克在艾伦·迪恩·福斯特2015年执笔的《原力觉醒》电影小说版中进一步拓展设定。该作详述莱娅向汉透露：斯诺克早知其子“原力天赋卓绝”且“善恶潜能并存”，遂长期监视本·索罗，并通过操纵关键事件诱使其倒向黑暗面。2016年的电子游戏《乐高星球大战：原力觉醒》过场动画中，斯诺克以不可操控乐高人仔形态亮相，后在《乐高星球大战：天行者传奇》升级为黑暗面阵营可操控角色。2018年春季，该角色作为黑暗面战队指挥官加入手机MOBA游戏《星球大战：原力战场》。
斯诺克在2019年单期漫画《抵抗时代：反派篇——最高领袖斯诺克》中成为核心角色，其向凯洛·伦吐露：“若得汝叔而非汝辈辅佐，银河版图早入吾彀中矣。”
根据《天行者崛起：视觉图典》（2019）记载，斯诺克的外貌是帕尔帕廷特意设计的，以确保他的种族无法被辨认。此外，斯诺克长期避免与第一秩序下属进行实体接触的行为，有效掩盖了他作为人造生命体的事实。《天行者崛起》中的小反派普莱德将军（理查德·E·格兰特 饰）是极少数知晓斯诺克效忠于更高存在的角色。由卢卡斯影业创意总监巴勃罗·伊达尔戈参与编著的《星球大战全书》（2020年发行）暗示斯诺克可能并不知晓自身起源。在漫画系列《凯洛·伦的崛起》中，凯洛坚信斯诺克所受的创伤应归咎于卢克。 

## 评价
《好莱坞报道》影评人托德·麦卡锡写道：“最高领袖斯诺克作为安迪·瑟克斯用深沉庄重嗓音塑造的庞然巨物般全息影像，隐约带有哈利·波特式的奇幻感；这个角色真正的邪恶本质与戏剧张力据推测将在续集中得到更充分展现。”《芝加哥太阳报》的理查德·罗帕称瑟克斯为“动作捕捉角色领域无可争议的王者”。尽管称赞该角色视觉特效具有“低调的精致”，《综艺》杂志的贾斯汀·张（Justin Chang）仍然认为瑟克斯的表演“还不错，但不够扣人心弦”。美联社的林赛·巴尔（Lindsay Bahr）将斯诺克列为《原力觉醒》中“不太令人难忘”的角色之一。2016年，瑟克斯凭借该角色获得MTV电影奖最佳虚拟表演提名。
部分观众认为斯诺克的人物弧线未充分展开。关于其起源的各种粉丝理论在某些观众群体中根深蒂固，导致他们难以接受该角色在《最后的绝地武士》中的死亡。莱恩·约翰逊未深化塑造便终结该角色的决定广受诟病。安迪·瑟克斯回应称制片方要求该角色“保持高度神秘性”，但强调自己“被要求保留所有潜在可能性，以备前传或其他形式重启该角色”。《福布斯》批评《原力觉醒》既未深入塑造斯诺克，也未解释其如何在后正传三部曲时期崛起掌权，称该角色实为“仓促填补剧情漏洞的创可贴”。瑟克斯承认部分粉丝对背景缺失“深感挫败”，但暗示这为未来故事埋下可拓展空间。尽管剧本遭质疑，《福布斯》仍高度评价瑟克斯在两部影片中的表演，尤其肯定其在《最后的绝地武士》中与学徒凯洛·伦的互动及最终死亡场景的演绎。